# (466798) 2015 BL61
(466798) 2015 BL61 es un asteroide perteneciente al cinturón de asteroides, descubierto el 2 de octubre de 2003 por el equipo Spacewatch desde el Observatorio Nacional de Kitt Peak (Arizona, Estados Unidos).